# 308 (numero)
Trecentotto (308) è il numero naturale dopo il 307 e prima del 309.

## Proprietà matematiche
- È un numero pari.
- È un numero composto con 12 divisori: 1, 2, 4, 7, 11, 14, 22, 28, 44, 77, 154, 308. Poiché la somma dei suoi divisori (escluso il numero stesso) è 364 > 308, è un numero abbondante.
- È un numero semiperfetto in quanto pari alla somma di alcuni (o tutti) i suoi divisori.
- È un numero di Harshad (in base 10), cioè è divisibile per la somma delle sue cifre.
- È un numero palindromo nel sistema di numerazione posizionale a base 8 (464).
- È un numero pratico.
- È parte delle terne pitagoriche (75, 308, 317), (144, 308, 340), (231, 308, 385), (308, 435, 533), (308, 495, 583), (308, 819, 875), (308, 1056, 1100), (308, 1680, 1708), (308, 2145, 2167), (308, 3381, 3395), (308, 5925, 5933), (308, 11856, 11860), (308, 23715, 23717).
- È un numero nontotiente (per cui la equazione φ(x) = n non ha soluzione).
- È un numero congruente.

## Astronomia
- 308P/Lagerkvist-Carsenty è una cometa periodica del sistema solare.
- 308 Polyxo è un asteroide della fascia principale del sistema solare.

## Astronautica
- Cosmos 308 è un satellite artificiale russo.